# Čierny Váh (zbiornik wodny)
Čierny Váh − zbiornik wodny w Liptowie (Słowacja), usytuowany w środkowym biegu Czarnego Wagu. Zbudowany w 1981 r. Stanowi dolny zbiornik systemu hydroenergetycznego elektrowni szczytowo-pompowej Czarny Wag.
Powstał przez przegrodzenie rzeki Czarny Wag zaporą wodną Czarny Wag, usytuowaną ok. 10 km powyżej połączenia się tej rzeki z Białym Wagiem. Całkowita objętość zbiornika wynosi ok. 5,1 mln m³, a objętość użyteczna, wykorzystywana do przepompowywania do górnego zbiornika 3,7 mln m³. Wahania położenia lustra wody w tym czasie wynoszą 7,45 m między poziomami 726 m i 733,45 m n.p.m. Przy maksymalnej wysokości poziomu wody maksymalna głębokość zbiornika wynosi 14,5 m, a powierzchnia lustra wody 0,62 km².

## Galeria

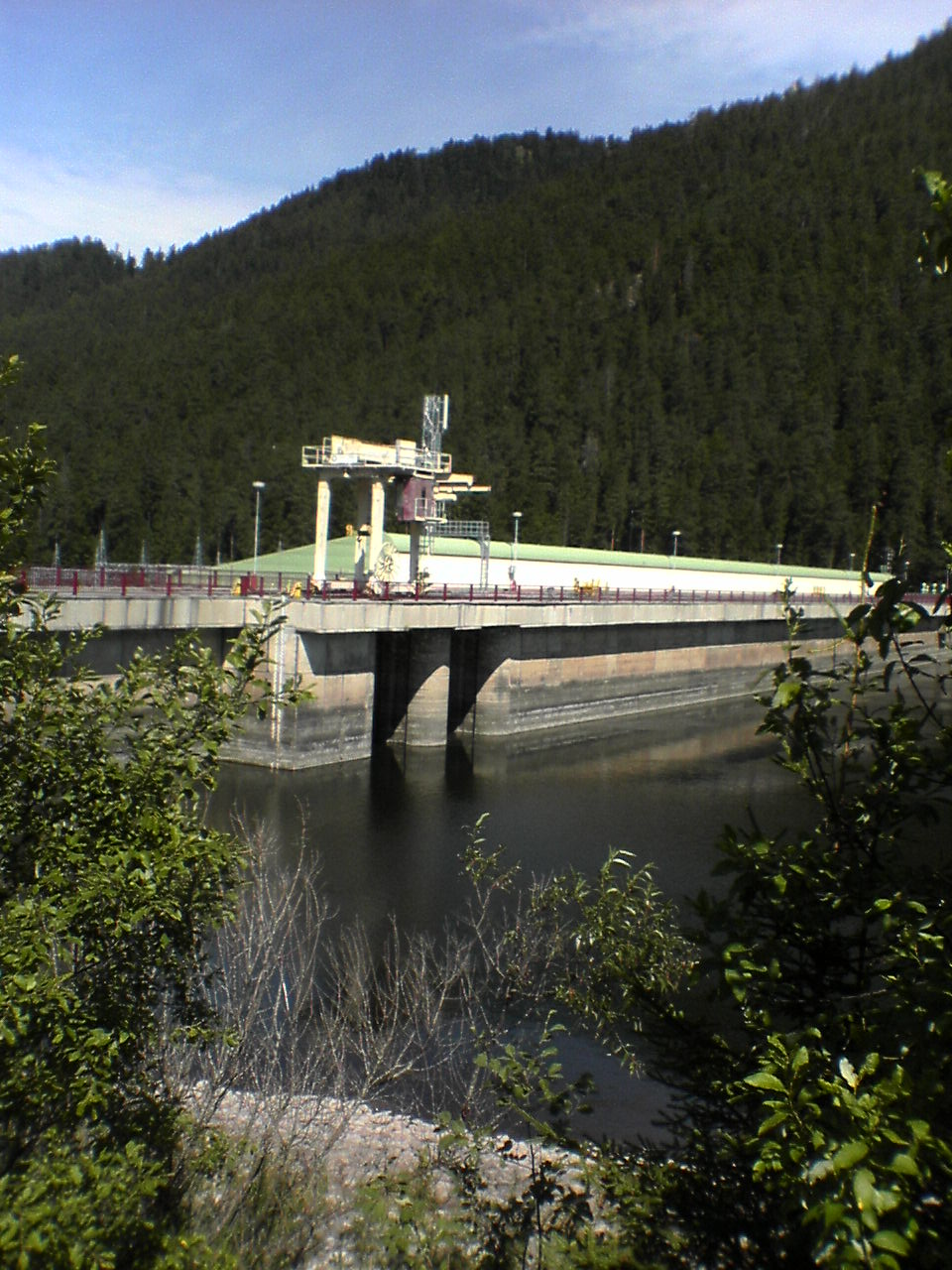
Čierny Váh, tama
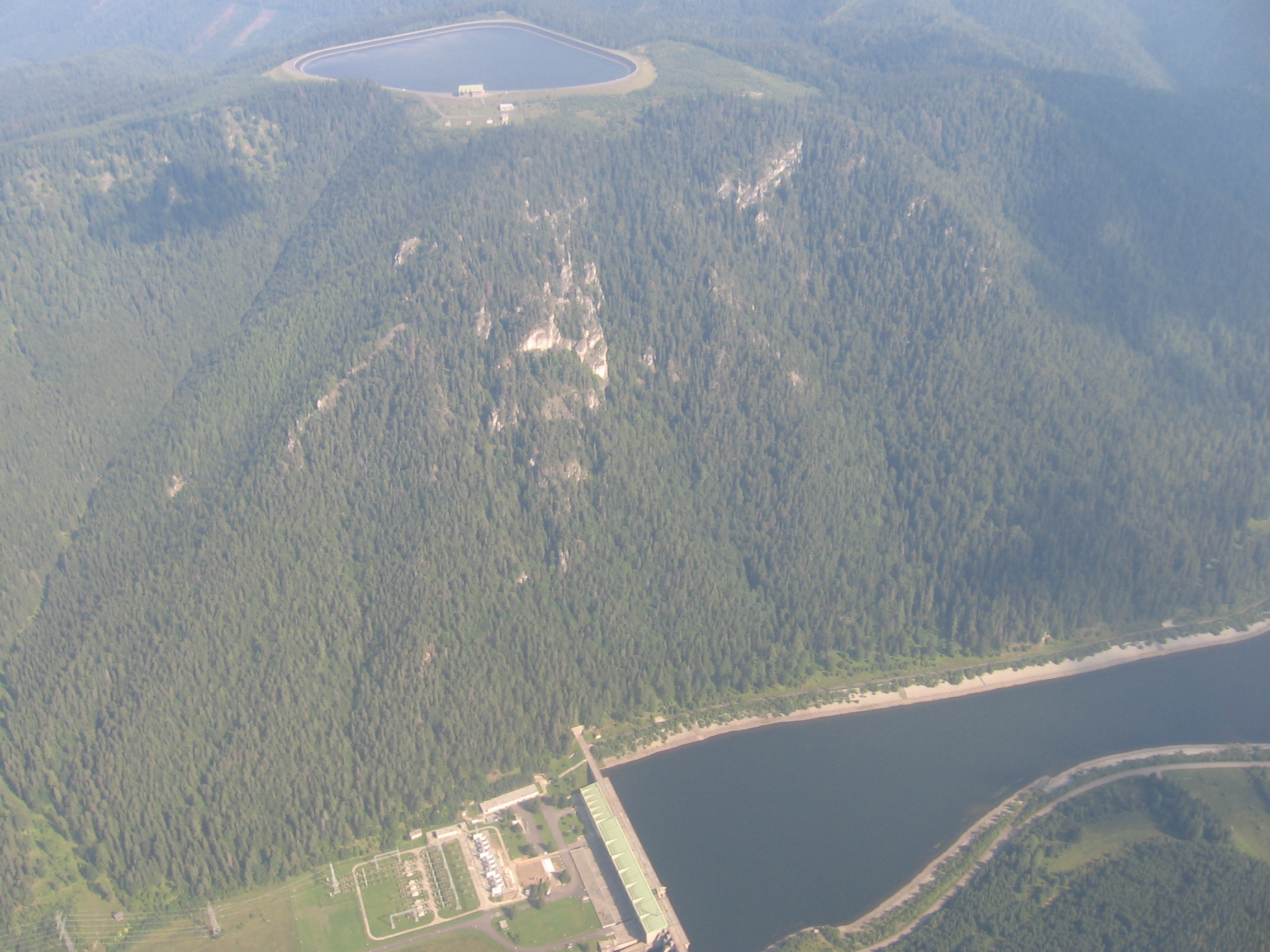
Widok na Čierny Váh i zbiornik górny elektrowni szczytowo-pompowej